# Zeewolven
De zeewolven (Anarhichadidae) zijn een familie baarsachtige, straalvinnige zeevissen waartoe onder andere de zeewolf (Anarhichas lupus) behoort. Er zijn daarnaast nog vier andere soorten, verspreid over 2 geslachten: Anarhichas en Anarrhichthys.

## Kenmerken
De vissen uit deze familie hebben een fors lichaam. De rugvin is lang; deze begint bij de kop en bevat 69 tot 88 flexibele vinstralen bij Anarhichas en 218 tot 250 bij Anarrhichthys. 
De meeste soorten hebben sterke kiezen en tanden om schelpdieren te kunnen verbrijzelen. De maximumlengte is ongeveer 2,5 meter.

## Verspreiding en leefgebied
Zeewolven komen voor in het noorden van de Atlantische en Grote Oceaan. 

## Geslachten
- Anarhichas Linnaeus, 1758
- Anarrhichthys Ayres, 1855

## Referentie
- Zeewolven volgens FishBase